# Código Alimentario Argentino

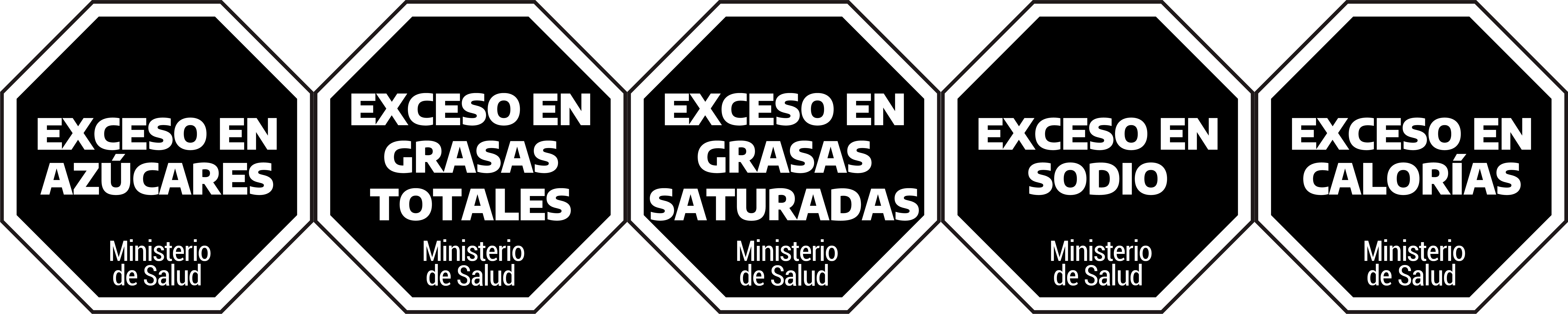

El Código Alimentario Argentino es el código alimentario que regula en todo el territorio de Argentina a todos los alimentos, condimentos, bebidas o sus materias primas y los aditivos alimentarios que se elaboren, fraccionen, conserven, transporten, expendan o expongan, así como a toda persona, firma comercial o establecimiento que lo haga.

Tiene una serie de leyes que se deben cumplir para que un producto elaborado se comercialice, de lo contrario el producto no puede ser consumido ya que podría ser un elemento adulterado además de ser ilegal.
Fue puesto como conjunto de disposiciones higiénico-sanitarias, bromatológicas y de identificación comercial. Dicho Código cuenta con algo más de 1400 artículos divididos en veintidós capítulos que incluyen disposiciones referidas a condiciones generales de las fábricas y comercio de alimentos, a la conservación y tratamiento de los alimentos, el empleo de utensilios, recipientes, envases, envolturas, normas para rotulación y publicidad de los alimentos, especificaciones sobre los diferentes tipos de alimentos y bebidas, coadyuvantes y aditivos. 
El Código Alimentario Argentino fue puesto en vigencia por la Ley 18.284, reglamentada por el Decreto 2126/71, y cuyo Anexo I es el texto del Código. Se trata de un reglamento técnico en permanente actualización que establece las normas higiénico-sanitarias, bromatológicas, de calidad y genuinidad que deben cumplir las personas físicas o jurídicas, los establecimientos, y los productos que caen en su órbita. 
Esta normativa tiene como objetivo primordial la protección de la salud de la población, y la buena fe en las transacciones comerciales.

## Capítulos

### Capítulo 1
Comprende del artículo 1 al 11. En este capítulo se hace referencia a las «disposiciones generales», en las que se indican las pautas que hay que cumplir para que un producto sea comercializado. Por ejemplo no debe ser adulterado, contaminado o falsificado

### Capítulo 2
Se extiende desde el artículo 12 al 154 bis. Los temas tratados en este capítulo son las «condiciones generales  compone de las fábricas y comercios de alimentos». Explica qué se entiende como fábrica de alimentos, quién las autoriza, qué debe proveer el titular de la autorización (por ejemplo, mantener en buenas condiciones higiénicas el establecimiento autorizado). Así como de diferentes normas a cumplir por establecimientos particulares (entre las cuales se encuentran el no escupir o mascar tabaco por las personas dentro del establecimiento). También se encuentra allí un reglamento técnico del Mercosur sobre condiciones higiénico-sanitarias, entre otras cosas.

### Capítulo 3
Artículos: 155 al 183 - De los Productos Alimenticios. - Actualizado al 1/2017